# 잭 커티스

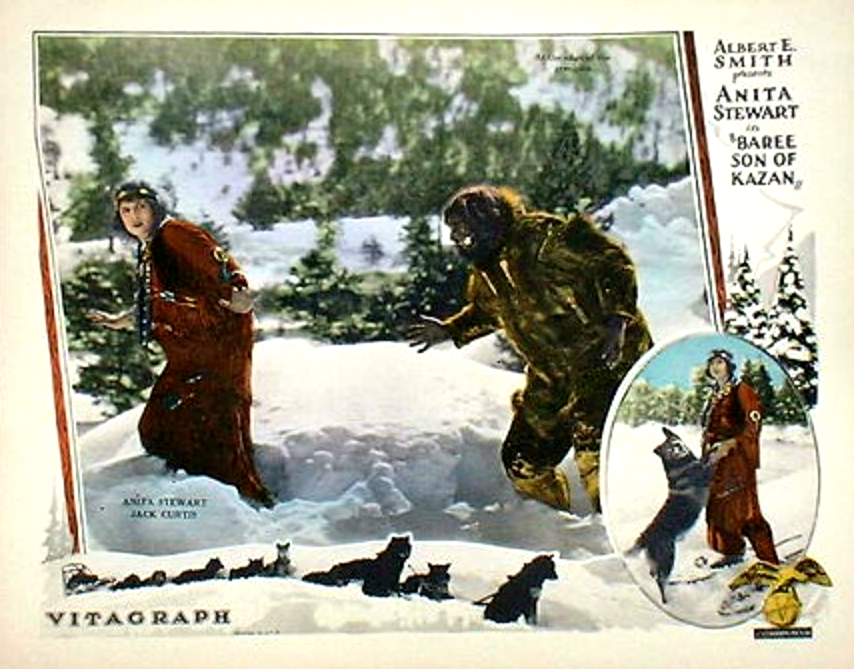

잭 커티스(Jack Curtis, 1880년 5월 28일 ~ 1956년 3월 16일)는 미국의 배우이다.
샌프란시스코에서 태어났으며 할리우드에서 사망하였다.

## 영화
- 바다의 왕자 마린 보이 (1968년)
- 달려라 번개호 (1967년)
- 벤 케이시 (1961년)
- 쓰리 가드파더 (1948년)
- 트레일 오브 더 론섬 파인 (1936년)
- 바르바리 해안 (1935년)
- 돈 트레일 (1930년)
- 언더 어 텍사스 문 (1930년)
- 매미 (1930년)
- 홀드 에브리씽 (1930년)
- 쇼 오브 쇼 (1929년)
- 탐욕 (1925년)